# Michele Giambono
Michele Giambono var en venetiansk konstnär, verksam 1420–67.
Giambono tog starka intryck bland annat av Pisanello och Gentile da Fabriano. Han företräder tillsammans med sin lärare Jacobello del Fiore en utpräglat venetiansk variant av den internationella gotiken. En framträdande plats bland hans fåtaliga arbeten intar mosaikerna i Cappella Mascoli i Markuskyrkan, utförda 1444.